# Millstätter Straße

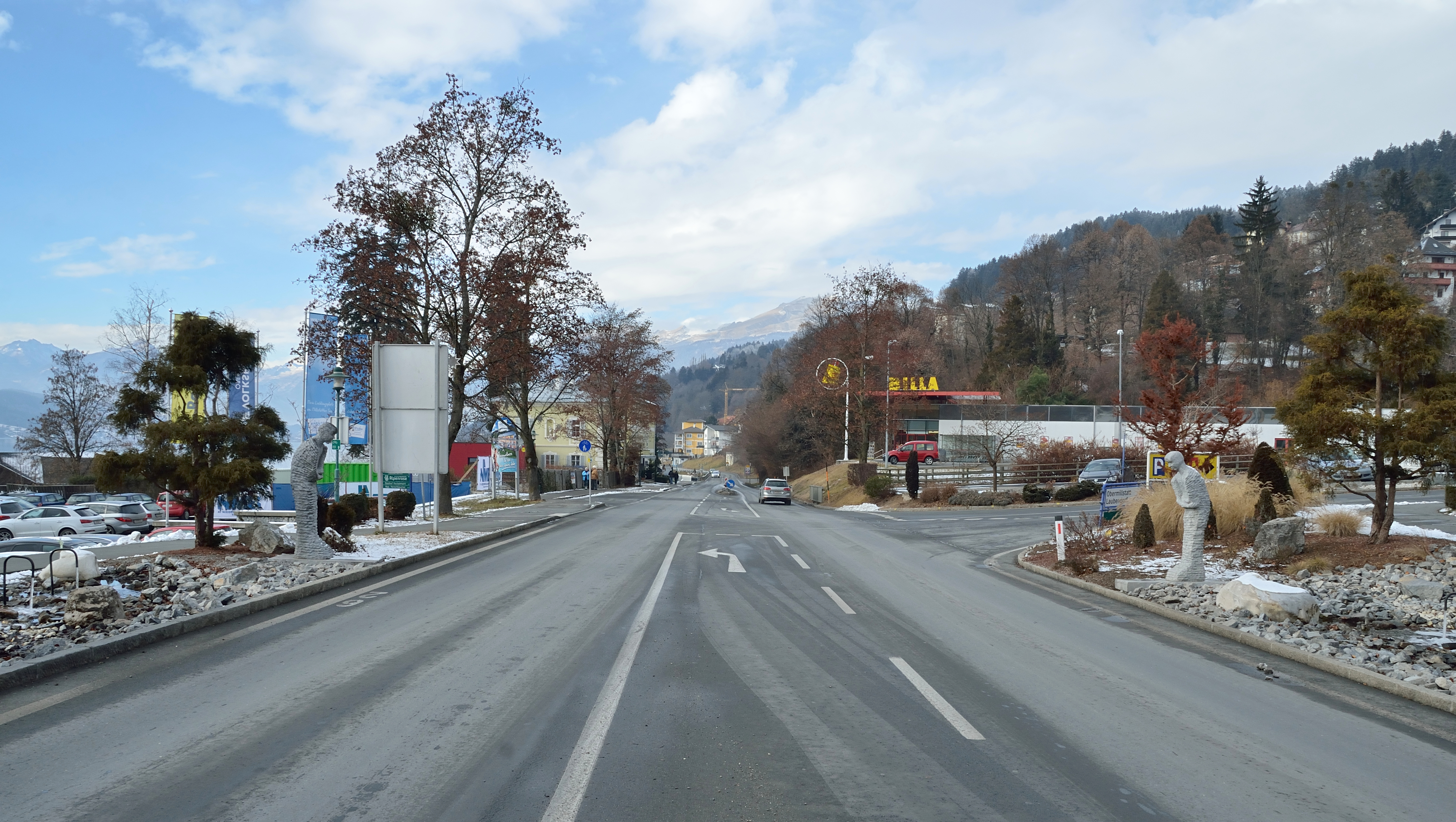
B 98 in Millstatt am See

Die Millstätter Straße (B 98) ist eine Landesstraße in Kärnten, Österreich, und verläuft von Seebach, einem Ortsteil der Gemeinde Seeboden am Millstätter See, bis nach Treffen in der Nähe des Ossiacher Sees.

## Verlauf
Die Millstätter Straße beginnt bei Seebach bei der Brücke über die Lieser, wo sie von der Katschberg Straße B 99 abzweigt. Nach 400 Metern erfolgt der Anschluss an den Zubringer zur Tauern Autobahn A 10. Darauf folgt die Ortsdurchfahrt von Seeboden, wo sich ein Kreisverkehr mit der Abzweigung der Landesstraße 11 nach Treffling, Gmünd über den Platz bzw. Tangern / Laubendorf befindet. Die B 98 führt bis zur Ortsdurchfahrt von Millstatt nahe am Millstätter See vorbei, von wo aus eine Landesstraße nach Obermillstatt bzw. auf den Millstätter Berg abzweigt. Vorbei an Schloss Heroldeck führt die B 98 wieder direkt am Seeufer über Pesenthein nach Dellach am Millstätter See. Hier zweigt die L 17 ab, die zu den Orten Sappl und Matzelsdorf sowie über den gesamten Millstätter Berg zurück nach Treffling führt.
Nach Dellach ist die Straße etwas höher über dem See angelegt. Vorbei am Aussichtspunkt Hohe Wand / Jungfernsprung, wo ein Rest der mittelalterlichen Straße erhalten blieb, geht es nach Döbriach, wo eine Straße über den Glanz (Mirnock) nach Ferndorf bzw. Paternion / Feistritz im Drautal abzweigt.
Vorbei an der Erdmannsiedlung und dem Magnesitwerk in Radenthein erreicht die Straße nach der Ortsdurchquerung einen Kreisverkehr, von dem die Straße Kleinkirchheimer Straße (B 88) abzweigt. Im weiteren Verlauf führt die  Millstätter Straße durch das Gegendtal, wo sie durch die Gemeinde Feld am See, entlang dem Brennsee, dem Afritzer See und durch die Gemeinde Afritz am See verläuft. Danach zweigen im Endabschnitt die L 46 und die L 45a von der B 98 ab.
Bei Niederndorf (Gemeinde Treffen am Ossiacher See), wo sie auf die Ossiacher Straße B 94 trifft, endet die 43,3 km lange Millstätter Straße.

## Geschichte
Die Millstätter Straße entstand in den 1880er Jahren im Zuge der Entstehung einer touristischen Infrastruktur am Millstätter See. Im Liesertal wurde 1878 mit Bauarbeiten zur Reichsstraße Spittal – Gmünd – Katschberg, heute Teil der Katschberg Straße (B 99), begonnen, die zwei Jahre später abgeschlossen werden konnten. Nach Millstatt führte von dort abzweigend weiterhin nur eine einfache Straße. Erst am 4. August 1883 wurde der Bau einer Verbindungsstraße mit einer Brücke über die Lieser beschlossen. 1887 waren sowohl Straße als auch Lieserbrücke fertiggestellt und nachdem auch der Hauptstraßenzug durch Millstatt erbaut worden war, wurde die Straße am 2. Dezember 1888 feierlich eingeweiht. Sie erhielt anlässlich des 40-jährigen Thronjubiläums des Kaisers Franz Josef I. den Namen Kaiser-Franz-Josef-Straße.
Aufgrund des zunehmenden Reiseverkehrs – schon bei Aufnahme der Ausbauarbeiten 1883 verkehrte zwischen Spittal und Millstatt während der Sommersaison eine Postbuslinie – wurde ab der Jahrhundertwende die Forderung nach einer Verbreiterung der Straße laut. Ab 1. Oktober 1913 wurde mit der „Rekonstruktion“ der Landesstraße begonnen, und die Arbeiten wurden während des Ersten Weltkriegs abgeschlossen. 1922 wurde die erste Autobuslinie Spittal – Millstatt eingerichtet. Ein erneuter Ausbau wurde nach dem Zweiten Weltkrieg durch eine enorme Zunahme des Automobilverkehrs notwendig, insbesondere wurde bis 1961 die Ortsdurchfahrt verbreitert. Eine Verbesserung der Verkehrsverbindung Richtung Osten kam durch den Ankauf des Campingplatzes Pesenthein durch die Gemeinde Millstatt zustande, der einen Ausbau der Bundesstraße auf diesem Abschnitt bis 1975 zur Folge hatte.